# Nazionale maschile di calcio a 5 di Taipei cinese
La nazionale di calcio a 5 di Taipei Cinese è, in senso generale, una qualsiasi delle selezioni nazionali di calcio a 5 della Federazione calcistica di Taipei Cinese che rappresentano Taiwan nelle varie competizioni ufficiali o amichevoli riservate a squadre nazionali.

## Storia
La giovane nazionale ha partecipato a un solo mondiale, quello casalingo del 2004 come paese organizzatore, è uscita al primo turno preceduta da Spagna, Ucraina ed Egitto. Nei campionati continentali Taiwan ha raggiunto un'unica qualificazione alla fase finale nel 2003 uscendo ai quarti per mano del Giappone. Taiwan si è ben comportata nel 2005 rimanendo però fuori dalla fase finale, situazione che si è ripetuta anche nelle successive edizioni.

## Rosa
Aggiornata alle convocazioni per la Coppa del Mondo FIFA 2004

Allenatore: Damien Knabben
| N. | Pos. | Giocatore        | Data nascita (età)          | Pres. | Reti | Squadra               |
| -- | ---- | ---------------- | --------------------------- | ----- | ---- | --------------------- |
| 1  | P    | Yung-sheng Chen  | 11 luglio 1977 (27 anni)    |       |      | Tatung                |
| 2  |      | Chih-chieh Tsai  | 02 luglio 1982 (22 anni)    |       |      | Ming Chuan University |
| 3  |      | Chung-tzu Cheng  | 02 novembre 1976 (28 anni)  |       |      | Tatung                |
| 4  |      | Kun-shan Chen    | 15 gennaio 1972 (32 anni)   |       |      | Tatung                |
| 5  |      | Fu-hsiang Chang  | 15 febbraio 1982 (22 anni)  |       |      | Ming Chuan University |
| 6  |      | Chien-ying Chang | 29 novembre 1982 (21 anni)  |       |      | Chiggia               |
| 7  |      | Chi-cheng Wang   | 14 agosto 1983 (21 anni)    |       |      | Chiggia               |
| 8  |      | Chih-wei Chen    | 25 febbraio 1986 (18 anni)  |       |      | Chiggia               |
| 9  |      | Tai-lin Tseng    | 14 maggio 1982 (22 anni)    |       |      | Ming Chuan University |
| 10 |      | Chu-yu Chang     | 23 novembre 1982 (21 anni)  |       |      | Chiggia               |
| 11 |      | Kuo-chen Ho      | 24 settembre 1984 (20 anni) |       |      | Chiggia               |
| 12 | P    | Hsien-chung Yeh  | 01 luglio 1979 (25 anni)    |       |      | Chiggia               |
| 13 |      | Chia-ho Chen     | 07 dicembre 1985 (18 anni)  |       |      | Chiggia               |
| 14 |      | Chia-wei Chu     | 22 agosto 1986 (18 anni)    |       |      | Chiggia               |

## Risultati nelle competizioni internazionali

### Mondiali FIFUSA
- 1982 - Non presente
- 1985 - Non presente
- 1988 - Non presente

### FIFA Futsal World Championship
- 1989 - Non qualificata
- 1992 - Non qualificata
- 1996 - Non qualificata
- 2000 - Non qualificata
- 2004 - Primo turno
- 2008 - Non presente
- 2012 - Non qualificata
- 2016 - Non qualificata
- 2021 - Non qualificata
- 2024 - Non qualificata

### AFC Futsal Championship
- 1999 - Non presente
- 2000 - Non presente
- 2001 - Primo turno
- 2002 - Primo turno
- 2003 - Quarti di finale
- 2004 - Primo turno
- 2005 - Secondo turno
- 2006 - Primo turno
- 2007 - Non qualificata
- 2008 - Primo turno
- 2010 - Primo turno
- 2012 - Primo turno
- 2014 - Primo turno
- 2016 - Primo turno
- 2018 - Primo turno
- 2022 - Primo turno
- 2024 - Non qualificata